# Legitimität
Legitimität (lateinisch legitimus ‚gesetzmäßig‘) bezeichnet die Anerkennungswürdigkeit beziehungsweise Rechtmäßigkeit von Personen, Institutionen, Vorschriften etc. Ein Legitimität besitzender Sachverhalt ist legitim. Die Gegenbegriffe sind Illegitimität und illegitim. Die Rechtmäßigkeit zu bezweifeln oder abzusprechen wird auch als Delegitimierung bezeichnet.

## Verwendungsbereiche
Der Begriff wird in Soziologie, Politikwissenschaft, Geschichtswissenschaft, Rechtswissenschaft und Philosophie verwendet.
- Legitimität bezeichnet die Anerkennungswürdigkeit und Rechtmäßigkeit eines Staates, seines Herrschaftssystems oder auch einzelner Verwaltungsakte durch Einhaltung bestimmter Grundsätze und Wertvorstellungen, im Unterschied zur formalen Gesetzmäßigkeit (Legalität).
- Im Staatsrecht ist eine legitime Regierung verfassungsgemäß, ein legitimer Herrscher gemäß der Erbfolge an der Macht, in beiden Fällen also legal zum Regieren berechtigt, im Gegensatz zum Usurpator, der durch einen Staatsstreich oder anderen Verfassungsbruch die Macht erlangt hat oder sich an der Macht hält.
- Das Legitimitätsprinzip (in Gestalt des Königtums „von Gottes Gnaden“) wurde auf dem Wiener Kongress von Metternich zum Grundsatz der Politik gemacht (vgl. auch: Legitimisten). Dessen Gegensatz war die Volkssouveränität, wonach die Wahl des Herrschers der freien Selbstbestimmung des Volkes überlassen wird.
- Die Legitimität eines Kindes ist eine veraltete Bezeichnung für dessen Ehelichkeit (vgl. Unehelichkeit und Ehelichkeitserklärung).

## Legitimität sozialer Ordnungen und Normen
Im römischen Recht bezeichnete Legitimität das Ordnungsgemäße z. B. der Erbfolge. Im Mittelalter wurde der Begriff im Sinne des Gottesgnadentums interpretiert, Wilhelm von Ockham betonte in diesem Zusammenhang jedoch die zwischengeschalteten menschlichen Handlungen (Wahl, Konsens), die Vorläufer moderner Verfahren im Sinne Niklas Luhmanns darstellen.
In der Neuzeit entstand die Vorstellung, dass soziale Normen (etwa im Sinne der geforderten Verhaltenskonformität zu positiven Gesetzen oder von autoritativ gesetzten Normen) nicht nur durch Tradition oder Nützlichkeit zu begründen, sondern auch zu rechtfertigen sind. Die Unterscheidung zwischen äußerer Rechtmäßigkeit und moralisch zu rechtfertigenden menschlichen Handlungen fasste zuerst Kant in das Begriffspaar „Gesetzlichkeit“ versus „Sittlichkeit“. Für Hegel führt dieser Gegensatz zu einer problematischen Unterwerfung der Gesetzlichkeit (des „Rechts der Welt“) unter die individuelle Moralität, wenn der mit dem „Recht der Subjektivität“ ausgestattete freie Wille seinen Überzeugungen folgt und mit der bereits vorhandenen sozialen Ordnung kollidiert, auch wenn er dabei der Meinung ist, das „allgemeine Gute“ zu bewirken (das nach Kant nur durch die reine Vernunft bestimmt werden kann). Während Hegel versucht, den Gegensatz im Begriff der „Sittlichkeit“ aufzuheben, setzt Johann Gottlieb Fichte Naturrecht und Moral schroff entgegen und betont den Zwangscharakter des Rechts.
Im 19. Jahrhundert wurde Legitimität zum Schlagwort liberaler rechtsstaatlicher Bestrebungen, die eine gesetzliche Grundlage für staatliche Eingriffe und zureichende Anhaltspunkte als Voraussetzung von staatsanwaltlichen Anklagen forderten. Im 20. Jahrhundert wurde der Gegensatz zwischen Legalität und Legitimität wieder stärker betont. Carl Schmitt kritisierte den Legalitätsglauben, der blind den Status quo rechtfertige. Das positive Recht werde zu einem manipulierbaren formalen Instrument staatlicher Bürokratie.
Heute konkurrieren zahlreiche Versuche der Begründung der Legitimität einer sozialen Ordnung oder des Herrschaftshandelns z. B. durch deren innere Übereinstimmung mit überpositiven Bezugssystemen wie dem Naturrecht, durch sozialintegrative Wahrung einer bestimmten normativen Identität der Gesellschaft, durch Übereinkunft aufgrund rationaler Argumentation oder diskursiven Nachweis der Wahrheit bzw. praktischen Bewährung. Auch Prinzipien (Postulate eines Gesetzes) können zur Legitimation gesellschaftlicher Ordnungen oder Zustände herangezogen werden, wie etwa die Legitimation gesellschaftlicher Ungleichheit durch das Leistungsprinzip und die daraus hervorgehende Meritokratie
Der radikale Skeptizismus lehnt jede Form der Legitimation sozialer Normen als willkürliche Festlegung ab.

## Theorien zur Legitimität von Staat und Herrschaft

### Franz Oppenheimer
Im Verständnis von Franz Oppenheimer muss sich ein soziologisches Verständnis von Legitimität nicht an Idealen oder an formaljuristischen Aspekten, sondern an der Realität orientieren. Die Staatsangehörigen akzeptieren die staatliche Herrschaft durch aktive Zustimmung oder passive Resignation. Diese Hinnahme wird als Legitimation (Rechtfertigung) verstanden. Nur weil die meisten Menschen das politische System auf diese Art tragen, erhält es Stabilität und kann seine Macht erhalten. Nehme diese Akzeptanz ab, werde auch die Stabilität der Herrschaft schwach. Soziologische Legitimation und Herrschaftsmacht gehen demnach Hand in Hand.
Die soziologische Legitimität der Staatsgewalt lässt sich somit nur aus der realen Macht eines Staates ableiten. Sie ist nicht an die formaljuristische, sondern an die faktische Staatsgewalt gebunden. Sie erfährt ihre Legitimation aus sich selbst heraus, d. h. durch die Macht, Recht und Ordnung (neu) zu definieren, um so auch die eigene formaljuristische Rechtmäßigkeit und Legitimation festzulegen. Für Oppenheimer ist der Staat wie für Karl Marx „seiner Entstehung nach ganz und seinem Wesen nach auf seinen ersten Daseinsstufen fast ganz eine gesellschaftliche Einrichtung, die von einer siegreichen Menschengruppe einer besiegten Menschengruppe aufgezwungen wurde mit dem einzigen Zwecke, die Herrschaft der ersten über die letzte zu regeln und gegen innere Aufstände und äußere Angriffe zu sichern. Und die Herrschaft hatte keinerlei andere Endabsicht als die ökonomische Ausbeutung der Besiegten durch die Sieger.“

### Max Weber
Max Weber hat im Rahmen seiner Herrschaftssoziologie drei Typen legitimer Herrschaft definiert. Er unterscheidet die charismatische, die traditionale und die rationale Herrschaft.
Geltungsgrundlage aller legitimen Herrschaft ist ihm zufolge der Legitimitätsanspruch der Herrschenden und der Legitimitätsglaube der Beherrschten. Bei charismatischer Herrschaft ist Geltungsgrund die Faszination durch einen Machthaber und der Glaube an seine (oft religiöse) Berufung (z. B. durch Gottes Gnade oder ein Mandat des Himmels), bei traditionaler Herrschaft ist Geltungsgrund die auf Überlieferung gegründete Überzeugung von der Rechtmäßigkeit eines überkommenen Regimes, bei rationaler Herrschaft ist es die als legitim empfundene Legalität, d. h. die „Fügsamkeit gegenüber formal korrekt und in der üblichen Form zustandegekommenen Satzungen“.

### Niklas Luhmann
Für Niklas Luhmann ergibt sich die Bereitschaft, staatliche oder Verwaltungsentscheidungen hinzunehmen, nicht aus normativen Vorstellungen über deren Legitimation, sondern durch den Glauben an die Geltung von Verfahren hinsichtlich inhaltlich noch unbestimmter Entscheidungen und durch die Beteiligung an diesen Verfahren.

## Legitimität nichtstaatlicher Institutionen
Nichtstaatliche (wenn auch oft durch den Staat geschützte) Institutionen wie Ehe, Familie, Kirche, Feiertage, das Wissenschaftssystem usw. sichern sich allgemeine soziale Anerkennung (teils in mehrfacher Form), d. h. sie legitimieren sich (bzw. ihre Entscheidungen) durch
- Recht (z. B. Familienrecht, Kirchenrecht, Vereinsrecht usw.)
- Soziale, wissenschaftliche oder Verwaltungsverfahren (siehe Legitimation durch Verfahren)[12]
- Tradition
- Rituale, also Inszenierungen, die etwas Außergewöhnliches erlebbar machen, das über den Alltag hinausgeht.
- Illegitim als Bezeichnung außerehelicher Kinder, vor allem im Hochadel und Adel, mit entsprechenden Rechtsfolgen für ihre soziale, dynastische oder erbrechtliche Stellung; siehe dazu: Bastard